# Villogorgia nozzolea
Villogorgia nozzolea är en korallart som beskrevs av Manfred Grasshoff 1996. Villogorgia nozzolea ingår i släktet Villogorgia och familjen Plexauridae. Inga underarter finns listade i Catalogue of Life.